# U-5号潜艇 (1910年)
陛下之5号潜艇是德意志帝国海军建造的一艘潜艇或称U艇。它由基尔的日耳曼尼亚船厂承建，自1908年8月24日开始铺设龙骨，1910年1月8日下水，至同年7月2日入役。U-5号在海军上尉约翰尼斯·莱默的指挥下参加了第一次世界大战，但在两次作战巡逻期间没有击沉敌舰的记录。1914年12月18日，艇只因一次事故（一说触雷）而在泽布吕赫以北的比利时海岸附近沉没，艇上29名船员全部遇难，无一生还。艇只其后被打捞上岸报废。

## 脚注
1. 1 2 3 4 5  Rössler，第26頁.
2. ↑  Gröner 1991，第4-6頁.
3. ↑  Helgason, Guðmundur. . German and Austrian U-boats of World War I - Kaiserliche Marine - Uboat.net.   [2015-03-11].